# Jezioro Pilchowickie
Jezioro Pilchowickie (Pilchowicki Zbiornik Wodny) (niem. Bobertalsperre) – zbiornik zaporowy (jezioro zaporowe) na Dolnym Śląsku o długości 7 km, powierzchni 240 ha i pojemności 50 mln m³.

## Położenie i opis
Powstało przez przegrodzenie w latach 1902–1912 rzeki Bóbr zaporą o wysokości 62 m i długości 290 m w koronie. Podstawowym celem Jeziora Pilchowickiego jest działanie przeciwpowodziowe (retencja) i produkcja energii elektrycznej. Poniżej zapory znajduje się elektrownia wodna o mocy 13,364 MW. Głębokość zbiornika waha się między 40 a 47 metrów ze względu na działanie elektrowni. Wokół zbiornika znajduje się teren spacerowy.
W uroczystości oddania zapory do użytku w dniu 16.11.1912 uczestniczył cesarz Wilhelm II.
Nad jeziorem w 1909 roku firma B. Liebold&Co AG Holzminden wybudowała kosztem 260 tysięcy marek most kolejowy o długości 131,7 m. Most ten, wysadzony w powietrze w maju 1945, został odbudowany i oddany ponownie do użytku w listopadzie 1946.

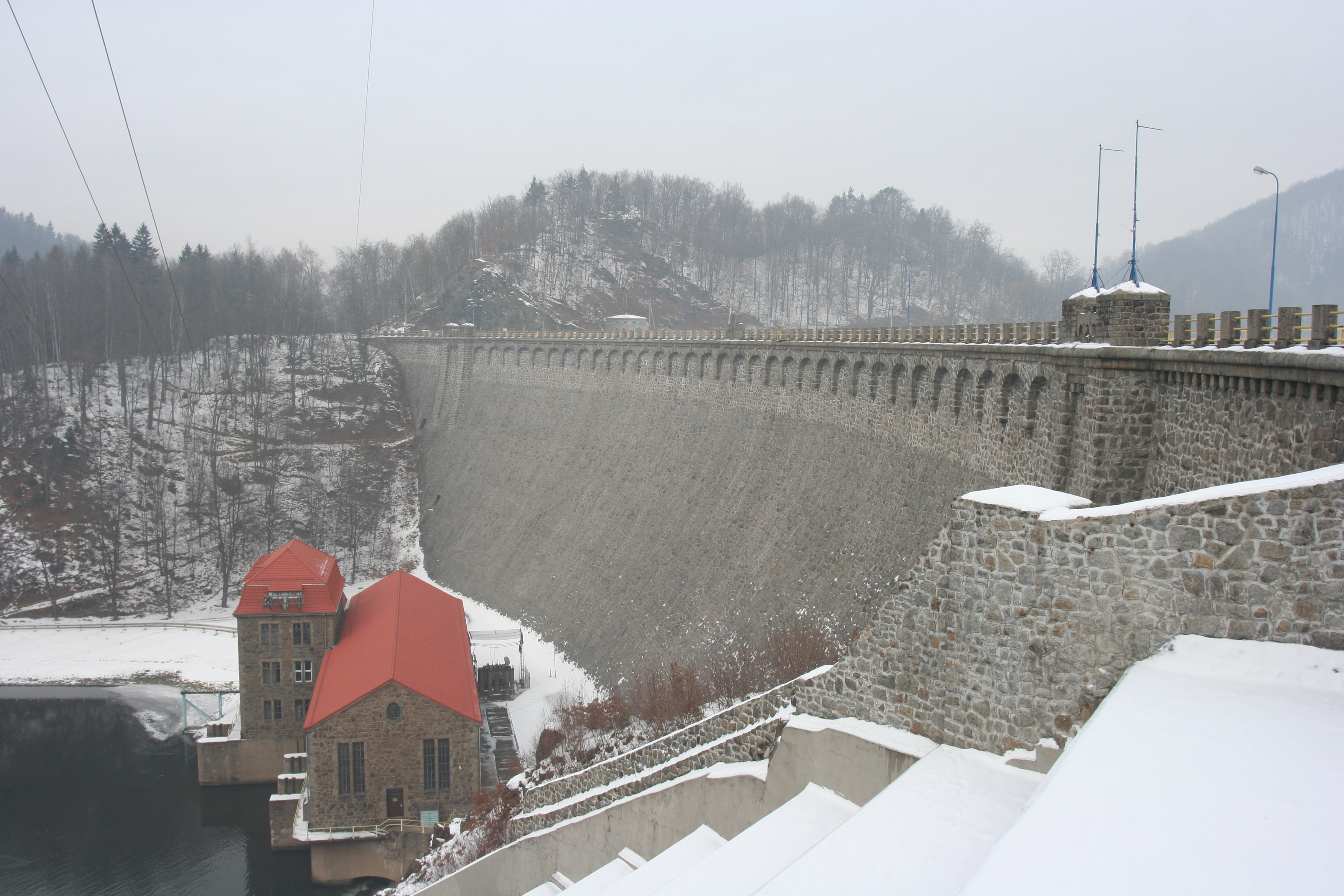
Zapora Pilchowice
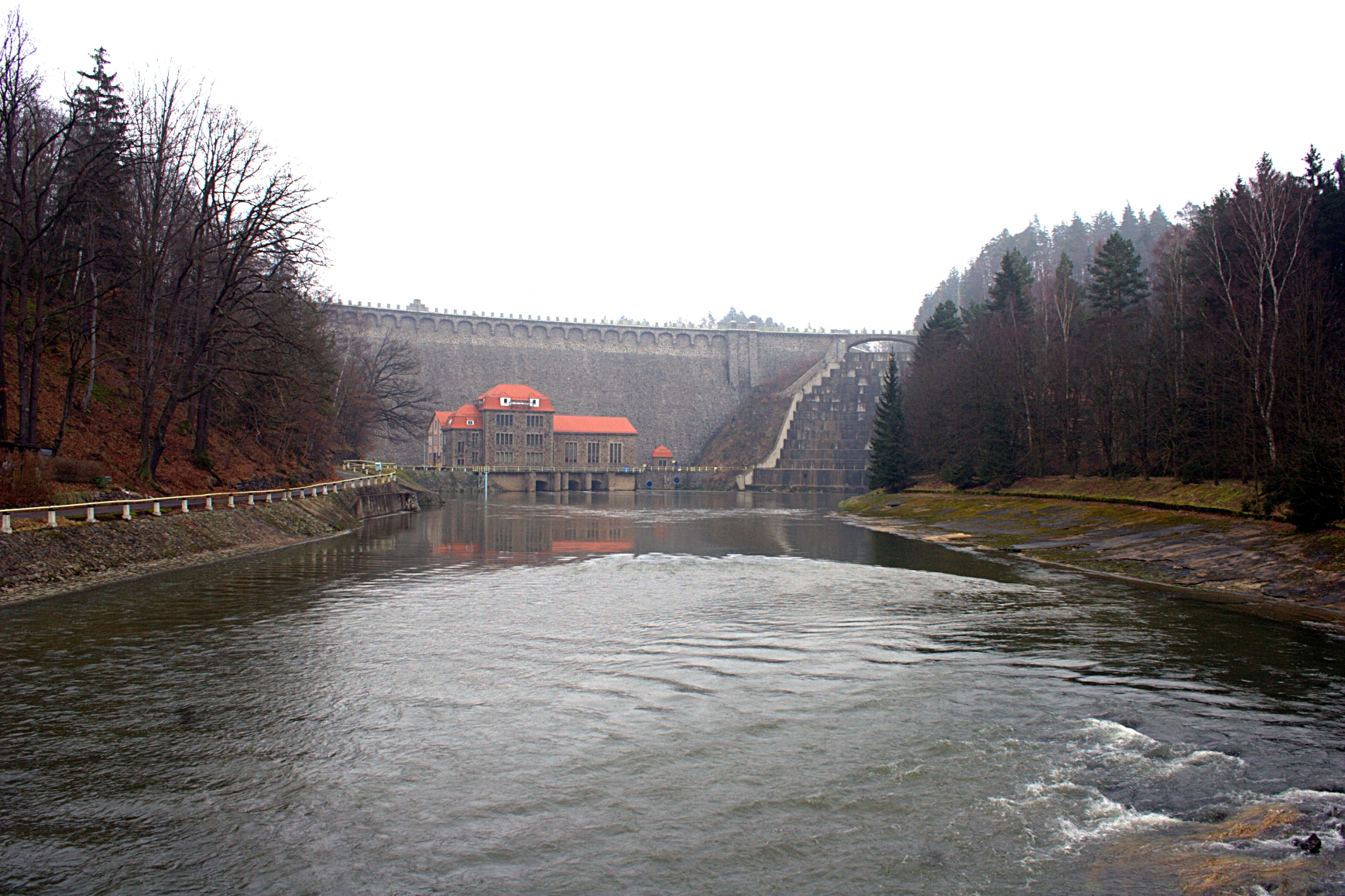
Zapora Pilchowice
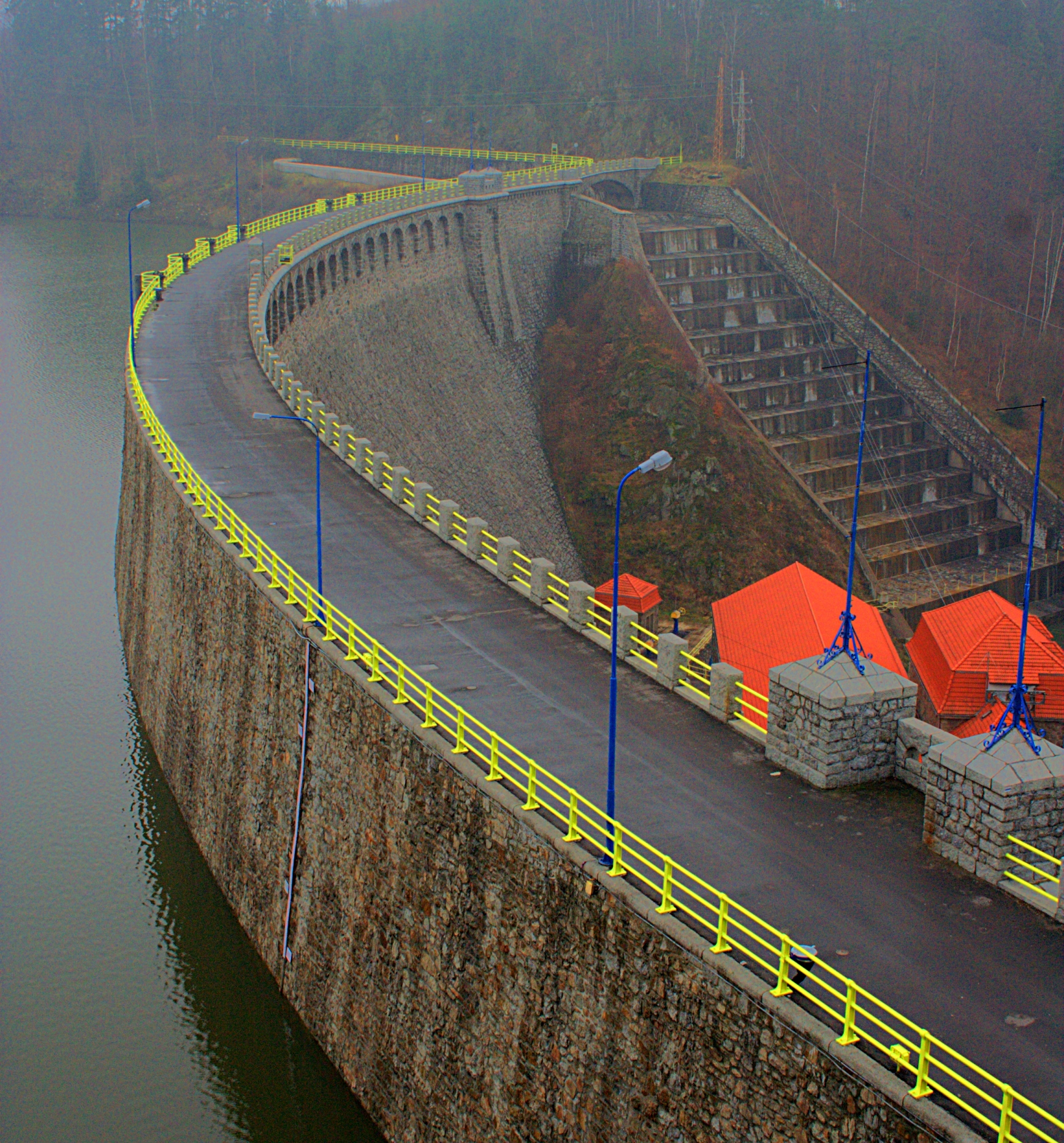
Korona zapory
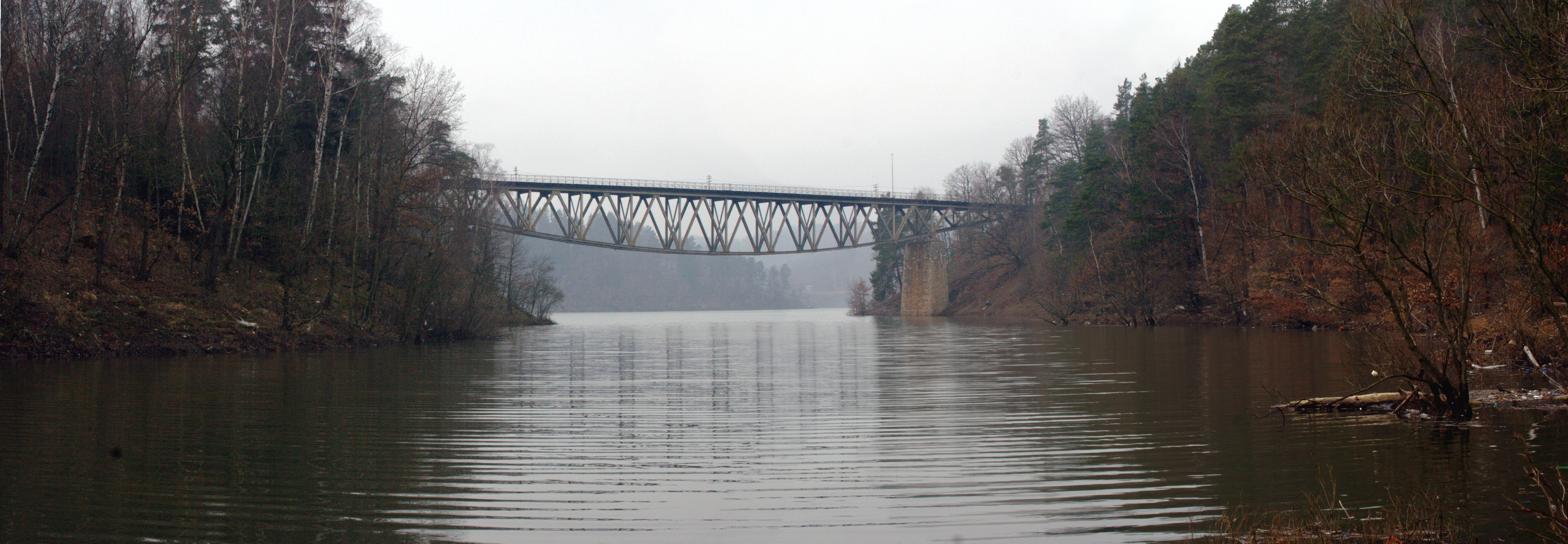
Most kolejowy nad Jeziorem Pilchowickim
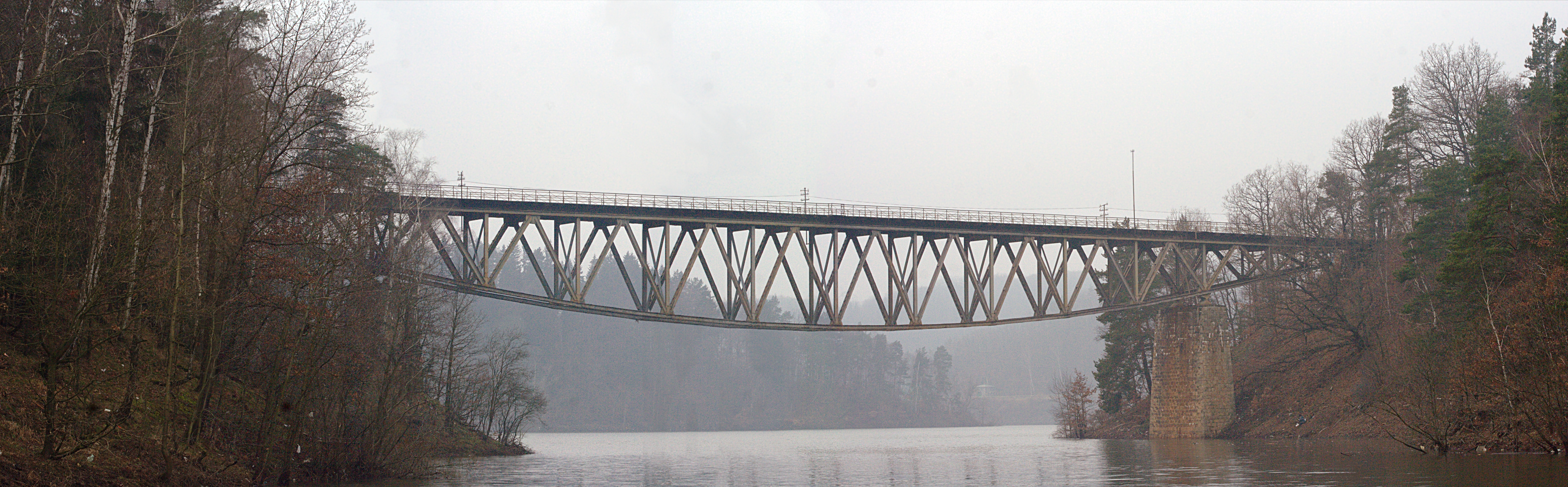
Most kolejowy nad Jeziorem Pilchowickim
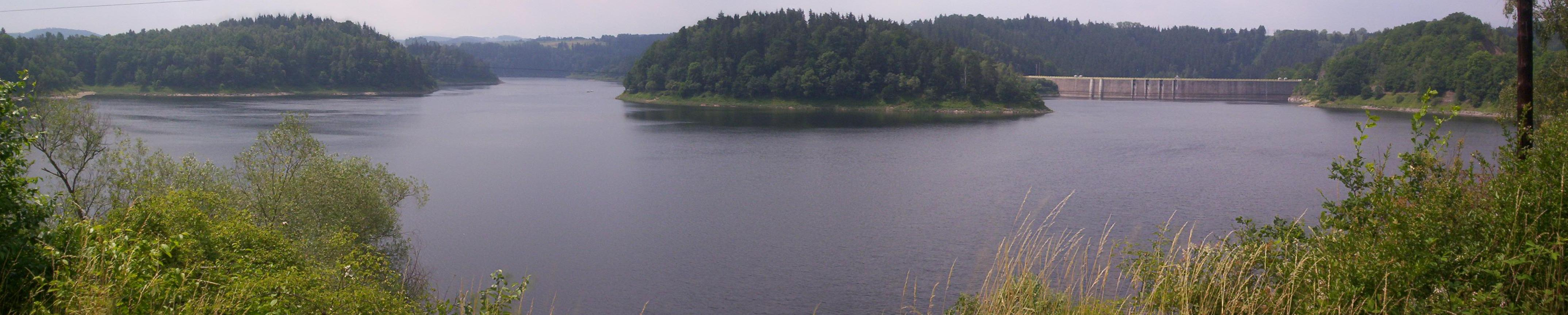
Panorama Jeziora Pilchowickiego